# Leopard Trek/Saison 2011
Dieser Artikel listet Erfolge und Mannschaft des Radsportteams Leopard Trek in der Saison 2011 auf.

Das Team-Trikot der Saison 2011

Team-Logo 2011

Das Team bestritt mit der Tour Down Under im Januar 2011 das erste Rennen. Auf den ersten Sieg musste die Equipe allerdings bis März warten, als der Deutsche Dominic Klemme überraschend das belgische Eintagesrennen Le Samyn für sich entscheiden konnte.
Am 9. Mai 2011 stürzte der flämisch-belgische Fahrer Wouter Weylandt während des Giro d’Italia in der Abfahrt vom „Passo del Bocco“, rund 25 Kilometer vor dem Ziel der 3. Etappe in Rapallo und starb noch an der Unfallstelle. Zwei Tage später verließ das gesamte Team den Giro.
Bei der Tour de France konnte das Team zwar nicht den erhofften Sieg holen, mit Andy Schleck auf Platz zwei und Fränk Schleck auf Platz drei der Gesamtwertung gelang ein ordentliches Ergebnis.

## Erfolge in derUCI World Tour
| Datum         | Rennen                            | Sieger            |
| ------------- | --------------------------------- | ----------------- |
| 15. März      | 7. Etappe Tirreno–Adriatico (EZF) | Fabian Cancellara |
| 11. Juni      | 1. Etappe Tour de Suisse (EZF)    | Fabian Cancellara |
| 19. Juni      | 9. Etappe Tour de Suisse (EZF)    | Fabian Cancellara |
| 21. Juli      | 18. Etappe Tour de France         | Andy Schleck      |
| 20. August    | 1. Etappe Vuelta a España (MZF)   | Leopard Trek      |
| 10. September | 20. Etappe Vuelta a España        | Daniele Bennati   |
| 15. Oktober   | Giro di Lombardia                 | Oliver Zaugg      |

## Erfolge in derUCI Europe Tour
| Datum        | Rennen                                       | Kat. | Sieger            |
| ------------ | -------------------------------------------- | ---- | ----------------- |
| 2. März      | Le Samyn                                     | 1.1  | Dominic Klemme    |
| 26. März     | E3 Prijs Vlaanderen                          | 1.HC | Fabian Cancellara |
| 26. März     | 1. Etappe Critérium International            | 2.HC | Fränk Schleck     |
| 26.–27. März | Gesamtwertung Critérium International        | 2.HC | Fränk Schleck     |
| 5. April     | 1. Etappe Circuit Cycliste Sarthe            | 2.1  | Daniele Bennati   |
| 6. April     | 2b. Etappe Circuit Cycliste Sarthe (EZF)     | 2.1  | Daniele Bennati   |
| 8. April     | 4. Etappe Circuit Cycliste Sarthe            | 2.1  | Daniele Bennati   |
| 29. Mai      | 5. Etappe Bayern-Rundfahrt                   | 2.HC | Giacomo Nizzolo   |
| 1. Juni      | Prolog Luxemburg-Rundfahrt                   | 2.HC | Fabian Cancellara |
| 3. Juni      | 2. Etappe Luxemburg-Rundfahrt                | 2.HC | Linus Gerdemann   |
| 1.–5. Juni   | Gesamtwertung Luxemburg-Rundfahrt            | 2.HC | Linus Gerdemann   |
| 26. Juni     | Luxemburgische Meisterschaft – Straßenrennen | CN   | Fränk Schleck     |
| 26. Juni     | Deutsche Meisterschaft – Straßenrennen       | CN   | Robert Wagner     |
| 26. Juni     | Schweizerische Meisterschaft – Straßenrennen | CN   | Fabian Cancellara |
| 10. Juli     | 8. Etappe Österreich-Rundfahrt               | 2.HC | Daniele Bennati   |
| 25. Juli     | 3. Etappe Tour de Wallonie                   | 2.HC | Daniele Bennati   |
| 5. August    | 3. Etappe Post Danmark Rundt                 | 2.HC | Jakob Fuglsang    |
| 4. Oktober   | Binche–Tournai–Binche                        | 1.1  | Rüdiger Selig     |

### Mannschaft
| Name                | Geburtsdatum       | Nationalität | Team 2010                     |
| ------------------- | ------------------ | ------------ | ----------------------------- |
| Daniele Bennati     | 24. September 1980 | Italien      | Liquigas-Doimo                |
| Fabian Cancellara   | 18. März 1981      | Schweiz      | Team Saxo Bank                |
| William Clarke      | 11. April 1985     | Australien   | Genesys Wealth Advisers       |
| Stefan Denifl       | 20. September 1987 | Österreich   | Cervélo TestTeam              |
| Brice Feillu        | 26. Juli 1985      | Frankreich   | Vacansoleil                   |
| Jakob Fuglsang      | 22. März 1985      | Dänemark     | Team Saxo Bank                |
| Linus Gerdemann     | 16. September 1982 | Deutschland  | Team Milram                   |
| Dominic Klemme      | 31. Oktober 1986   | Deutschland  | Team Saxo Bank                |
| Anders Lund         | 14. Februar 1985   | Dänemark     | Team Saxo Bank                |
| Maxime Monfort      | 14. Januar 1983    | Belgien      | Team HTC-Columbia             |
| Martin Mortensen    | 5. November 1984   | Dänemark     | Vacansoleil                   |
| Giacomo Nizzolo     | 30. Januar 1989    | Italien      | Neoprofi                      |
| Stuart O’Grady      | 6. August 1973     | Australien   | Team Saxo Bank                |
| Martin Pedersen     | 15. April 1983     | Dänemark     | Footon-Servetto               |
| Bruno Pires         | 15. Mai 1981       | Portugal     | Barbot-Siper                  |
| Joost Posthuma      | 8. März 1981       | Niederlande  | Rabobank                      |
| Thomas Rohregger    | 23. Dezember 1982  | Österreich   | Team Milram                   |
| Andy Schleck        | 10. Juni 1985      | Luxemburg    | Team Saxo Bank                |
| Fränk Schleck       | 15. April 1980     | Luxemburg    | Team Saxo Bank                |
| Tom Stamsnijder     | 15. Mai 1985       | Niederlande  | Rabobank                      |
| Davide Viganò       | 12. Juni 1984      | Italien      | Sky Professional Cycling Team |
| Jens Voigt          | 17. September 1971 | Deutschland  | Team Saxo Bank                |
| Robert Wagner       | 17. April 1983     | Deutschland  | Skil-Shimano                  |
| Fabian Wegmann      | 20. Juni 1980      | Deutschland  | Team Milram                   |
| Wouter Weylandt (†) | 27. September 1984 | Belgien      | Quick Step                    |
| Oliver Zaugg        | 9. Mai 1981        | Schweiz      | Liquigas-Doimo                |
| Stagiaires          | Stagiaires         | Nationalität | Nationalität                  |
| Rüdiger Selig       | 19. Februar 1989   | Deutschland  | Deutschland                   |